# Макфарлейн, Уильям Чарльз
Уильям Чарльз Макфарлейн (англ. William Charles Macfarlane, чаще Уилл Макфарлейн; 2 октября 1870, Лондон — 12 мая 1945, Кирсардж, штат Нью-Гемпшир) — американский органист и композитор.
Родился в семье шотландца Дункана Макфарлейна (1836—1916), в 1858 году получившего гражданство США; семья вернулась в США, когда Макфарлейну было 4 года. Начал учиться музыке у своего отца, в 1880—1885 гг. пел в хоре мальчиков в Церкви Христа в Нью-Йорке. В 1886—1890 гг. совершенствовался как органист под руководством Сэмюэла Уоррена. В шестнадцатилетнем возрасте выступил с первым концертом в нью-йоркском Чикеринг-холле. Занимал должность органиста в различных нью-йоркских церквях. В 1896 г. был среди членов-учредителей Американской гильдии органистов. В 1898—1912 гг. органист синагоги Эману-Эль, одновременно в 1900—1912 гг. работал в церкви Святого Фомы, в 1902—1912 гг. также дирижировал хором в Йонкерсе.
В 1912—1919 гг. первый муниципальный органист в Портленде, штат Мэн, 22 августа 1912 года провёл инаугурационный концерт Кочмаровского органа. В 1915 г. получил степень почётного магистра искусств от Бейтс-колледжа. В 1932—1934 гг., на фоне Великой депрессии, вновь занимал место портлендского муниципального органиста, несмотря на трудности с финансированием должности.
Среди композиций Макфарлейна преобладают хоровые сочинения, из которых наибольшее внимание привлекла кантата «Послание с креста» (англ. The message from the Cross), некоторое время ежегодно исполнявшаяся в Портленде в вербное воскресенье; популярностью пользовалась и песня Макфарлейна America the Beautiful (ныне известна с другой мелодией). Макфарлейн трижды (1911, 1914, 1917) становился лауреатом премии Кимбелла, учреждённой Чикагским клубом мадригалистов за лучшее хоровое сочинение a capella. Также Макфарлейну принадлежит и ряд органных композиций. Однако он пробовал себя и в жанре оперетты, опубликовав в Бостоне две партитуры: «Миндалевидные глазки» (англ. Little Almond-Eyes; 1916) и «Мечи и ножницы, или Вздремнувший Наполеон» (англ. Swords and Scissors, or Napoleon Caught Napping; 1917).